# Мензел (лунный кратер)
Кратер Мензел (лат. Menzel) — маленький ударный кратер в юго-восточной части Моря Спокойствия на видимой стороне Луны. Название присвоено в честь американского астронома и астрофизика Дональда Говарда Мензела (1901—1976) и утверждено Международным астрономическим союзом в 1979 г.

## Описание кратера
Ближайшими соседями кратера являются кратер Маскелайн на западе-юго-западе; кратер Валлах на западе-северо-западе; кратер Ариабхата на северо-западе; кратер Церингер на северо-востоке; кратер Секки на востоке-юго-востоке; кратер Лики на юге и кратер Цензорин на юго-западе. На востоке от кратера Мензел находятся горы Секки и, за ними, Море Изобилия; на северо-востоке Залив Согласия. Селенографические координаты центра кратера 3°25′ с. ш. 36°56′ в. д. / 3,41° с. ш. 36,94° в. д., диаметр 3,4 км, глубина 500 м.
Кратер Мензел имеет циркулярную чашеобразную форму. Высота вала над окружающей местностью достигает 110 м, объем кратера составляет приблизительно 1 км³. По морфологическим признакам кратер относится к типу ALC (по названию типичного представителя этого класса — кратера Аль-Баттани C).
До получения собственного наименования в 1979 г. кратер имел обозначение Маскелайн FC (в системе обозначений так называемых сателлитных кратеров, расположенных в окрестностях кратера, имеющего собственное наименование).

## См.также
- Список кратеров на Луне
- Лунный кратер
- Морфологический каталог кратеров Луны
- Планетная номенклатура
- Селенография
- Минералогия Луны
- Геология Луны
- Поздняя тяжёлая бомбардировка